# Peter Hobday
Peter Hobday (Londra, 9 aprile 1961) è un ex calciatore inglese, di ruolo centrocampista.

## Carriera
Hobday dopo aver trascorso la stagione 1978-1979 nel Gillingham nella terza divisione inglese (ma senza mai scendere in campo in incontri di campionato) si trasferisce in Germania al Paderborn, con cui all'età di 18 anni esordisce tra i professionisti giocando per tre stagioni nella terza divisione locale e per una stagione (la 1982-1983) in seconda divisione (31 presenze ed un gol in quest'ultima categoria). Nel 1983 si trasferisce agli Kickers Stoccarda, in seconda divisione: rimane in squadra per tre stagioni consecutive, durante le quali mette a segno in totale 20 reti in 115 partite di campionato giocate. Nell'estate del 1986 si trasferisce all'Hannover 96, con cui durante la stagione 1986-1987 segna un gol in 19 partite contribuendo alla vittoria del campionato; l'anno seguente, all'età di 25 anni esordisce in prima divisione, segnandovi 4 reti in 33 partite giocate.
Nell'estate del 1988 viene ceduto all'Eintracht Francoforte: con questo nuovo club oltre a scendere in campo nella supercoppa nazionale (persa con il punteggio di 2-0 contro il Werder Brema campione nazionale in carica) gioca 15 partite in prima divisione e 4 partite in Coppa delle Coppe; rimane nel club anche durante la stagione 1989-1990, nella quale pur giocando solamente 2 partite di campionato segna paradossalmente il suo unico gol in partite ufficiali con il club. Successivamente ha giocato nuovamente nel Paderborn, in quarta divisione, vincendo anche il campionato nella stagione 1993-1994. Nell'estate del 1994 va a giocare in terza divisione all'Arminia Bielefeld: dopo aver vinto il campionato nella stagione 1994-1995, nella stagione 1995-1996 contribuisce con 2 reti in 30 presenze alla conquista di una seconda promozione consecutiva, questa volta in prima divisione, categoria in cui nella stagione 1996-1997 gioca 11 partite senza mai segnare. Si ritira al termine della stagione 1997-1998, all'età di 37 anni, dopo un'ultima annata divisa tra Rot-Weiss Essen (7 presenze in terza divisione) e LR Ahlen (7 presenze in seconda divisione).

## Palmarès

### Club

#### Competizioni nazionali
- Campionato tedesco di seconda divisione: 1

Hannover 96: 1986-1987
- Fußball-Regionalliga: 1

Arminia Bielefeld: 1994-1995